# Lamin Kaba Bajo
Lamin Kaba Bajo, född 10 november 1964 i Brikama, är en gambisk politiker och diplomat. Han var Gambias inrikesminister från 1995 till 1997 och ambassadör i Saudiarabien från 2002 till 2005. Han var även landets utrikesminister från oktober 2005 till den 27 oktober 2006.

## Artikelursprung
Den här artikeln är helt eller delvis baserad på material från engelskspråkiga Wikipedia.